# Evald Aav
Evald Aav (Tallin; 22 de febrero de 1900 - 21 de marzo de 1939) fue un compositor estonio. 
Estudió composición con Artur Kapp y escribió principalmente música vocal en lengua estonia. En 1928 compuso la primera ópera nacional estonia, Los vikingos (Tallin, 8 de septiembre). Formó su estilo de composición basándose en el de Piotr Chaikovski.

## Obra
Sus obras son en su mayoría piezas vocales romántico-nacionales caracterizadas por ricas melodías. Su primera y más exitosa ópera, Vikerlased (Los vikingos), cuenta en un escenario histórico-romántico en 3 actos, la compleja relación entre los estonios y los suecos.
- Vikerlased (Die Wikinger), ópera, 1928
- Elu, dichterische Symphonie, 1934
- Saatus, ole helde,
- Sa minu püha kodumaa pind,
- Torupillilugu,
- Ei saa aru,
- Noor armastus,
- Kas kasvame…,
- Noorte laul,
- Eokene eo-eo,
- Meil aiaäärne tänavas,